# Rudolf von Bülow
Rudolf von Bülow (* 1. Januar 1873 in Goslar; † 1955 in Waren (Müritz)) war ein deutscher Diplomat.

## Leben
Rudolf von Bülow entstammte mecklenburgischem Uradel. Sein Vater war der preußische Generalmajor Albert von Bülow.
Er studierte an der Ruprecht-Karls-Universität Rechtswissenschaft. 1894 wurde er im Corps Vandalia Heidelberg recipiert. Er trat nach Abschluss des Studiums in den Justizdienst ein, wechselte aber später in den diplomatischen Dienst. 1903 wurde er Vizekonsul in Kapstadt. 1906 wurde er Leiter des Generalkonsulats in Lourenco Marques. 1906 wurde er zum Generalkonsul in Madrid, 1913 in Alexandria und 1914 in Kowno ernannt. 1914 geriet er an der Ostfront in russische Kriegsgefangenschaft. Nach einem Kriegsgefangenenaustausch 1915 war er erneut im Auswärtigen Amt eingesetzt. Zuerst 1915 in der Abteilung IV (Nachrichten) und dann 1916 als Leiter der Passstelle Arnheim.  Anschließend wurde er Generalkonsul in Brünn, 1918 in Sofia, 1919 in Schaffhausen und 1920 in Rio de Janeiro. Von 1922 bis 1933 war er deutscher Gesandter in Asunción.